# Awulu-Inseln
Die Awulu-Inseln sind eine kleine pazifische Inselgruppe von Papua-Neuguinea im Archipel der Admiralitätsinseln.
Die etwa 15 Inselchen, allesamt unbewohnt, liegen kaum 500 Meter vor der Südostküste der Insel Manus, inmitten eines flachen und dichten Korallenriffs. Zwei Kilometer südöstlich befindet sich Sanders Island.